# Nikolái Ivánovich Strájov
Nikolái Ivánovich Strájov (Moscú, 1768 - San Petersburgo, principios del siglo XIX) fue un escritor, traductor y editor ruso. No debe confundirse con el más famoso y también escritor posterior Nikolái Nikoláievich Strájov (1828-1896).
Editó las revistas satíricas El Noticiero Satírico, Epistolario de Moda y Libro de Bolsillo para los Visitantes de Moscú en Invierno. Compiló una colección de máximas y aforismos titulada Espíritu de pensamientos elevados (1788). Sus obras más conocidas son Acerca de los calmucos, de interés etnográfico, ya que el autor pasó cuatro años entre ellos; Mis atardeceres en San Petersburgo y El observador de vida y costumbres. En sus obras critica la vida despreocupada de la nobleza y la nimiedad de sus aspiraciones y describe la vida precaria de los campesinos.